# جون مايكل ماكونيل
جون مايكل «مايك» ماكونيل (بالإنجليزية: John Michael "Mike" McConnell)‏ (ولد في 26 يوليو 1943 في غرينفيل، كارولاينا الجنوبية، الولايات المتحدة) لواء سابق من ثلاث نجوم بحرية الولايات المتحدة. خلال عمله في البحرية شغل منصب مدير وكالة الأمن القومي من عام 1992 إلى عام 1996. حياته المهنية المدنية تشمل منصب مدير الاستخبارات القومية من 20 فبراير 2007 إلى 27 يناير 2009 خلال إدارة بوش وسبعة أيام من إدارة أوباما. يشغل حاليا منصب نائب رئيس مجلس إدارة شركة بوز ألين هاميلتون للاستشارات الإدارية.
عمل ضابط مخابرات لرئيس هيئة الأركان المشتركة ووزير الدفاع الأمريكي خلال عملية درع الصحراء وعملية عاصفة الصحراء وحل الاتحاد السوفيتي. طور نهجا لتحسين تدفق المعلومات بين أجهزة المخابرات والقوات المقاتلة في حرب الخليج الثانية.
قال ماكونيل لشبكة سي إن إن في 27 فبراير 2008 في تقييم يختلف عن تلك التي قام بها وزير الدفاع روبرت غيتس في يناير 2008 عن عودة سيطرة طالبان على أجزاء من أفغانستان.